# Vesele, Sudak
Vesele (în ucraineană Веселе) este o comună în orașul regional Sudak, Republica Autonomă Crimeea, Ucraina, formată numai din satul de reședință.

## Demografie
Componența lingvistică a comunei Vesele
     Rusă (58,15%)
     Tătară crimeeană (24,87%)
     Ucraineană (10,28%)
     Alte limbi (0,38%)
Conform recensământului din 2001, majoritatea populației comunei Vesele era vorbitoare de rusă (58,15%), existând în minoritate și vorbitori de tătară crimeeană (24,87%) și ucraineană (10,28%).